# Michael Plumb
Michael Plumb, född 28 mars 1940 i Islip i Suffolk County, New York, är en amerikansk ryttare.
Han tog OS-silver i lagtävlingen i fälttävlan i samband med de olympiska ridsporttävlingarna 1972 i München.